# Epinete

Epinete de los Vosgos.

El epinete,  epinete de los Vosgos o espineta de los Vosgos es un tipo de instrumento musical tradicional, de cuerda pulsada de la familia de las cítaras, cuyo uso estuvo confinado a dos zonas de los Vosgos en Francia distanciadas entre sí unos 50 km: Val-d'Ajol y Gérardmer.

## Origen
Existen registros que se remontan al siglo XVIII que indican que el epinete ya se usaba en las regiones de Val-d'Ajol y Plombières-les-Bains en el sur de los Vosgos. Sin embargo las raíces del epinete son desconocidas, aunque hay quienes consideran que el instrumento fue introducido en la región por los suecos durante la guerra de los treinta años. Aunque también es posible que descienda del salterio medieval.

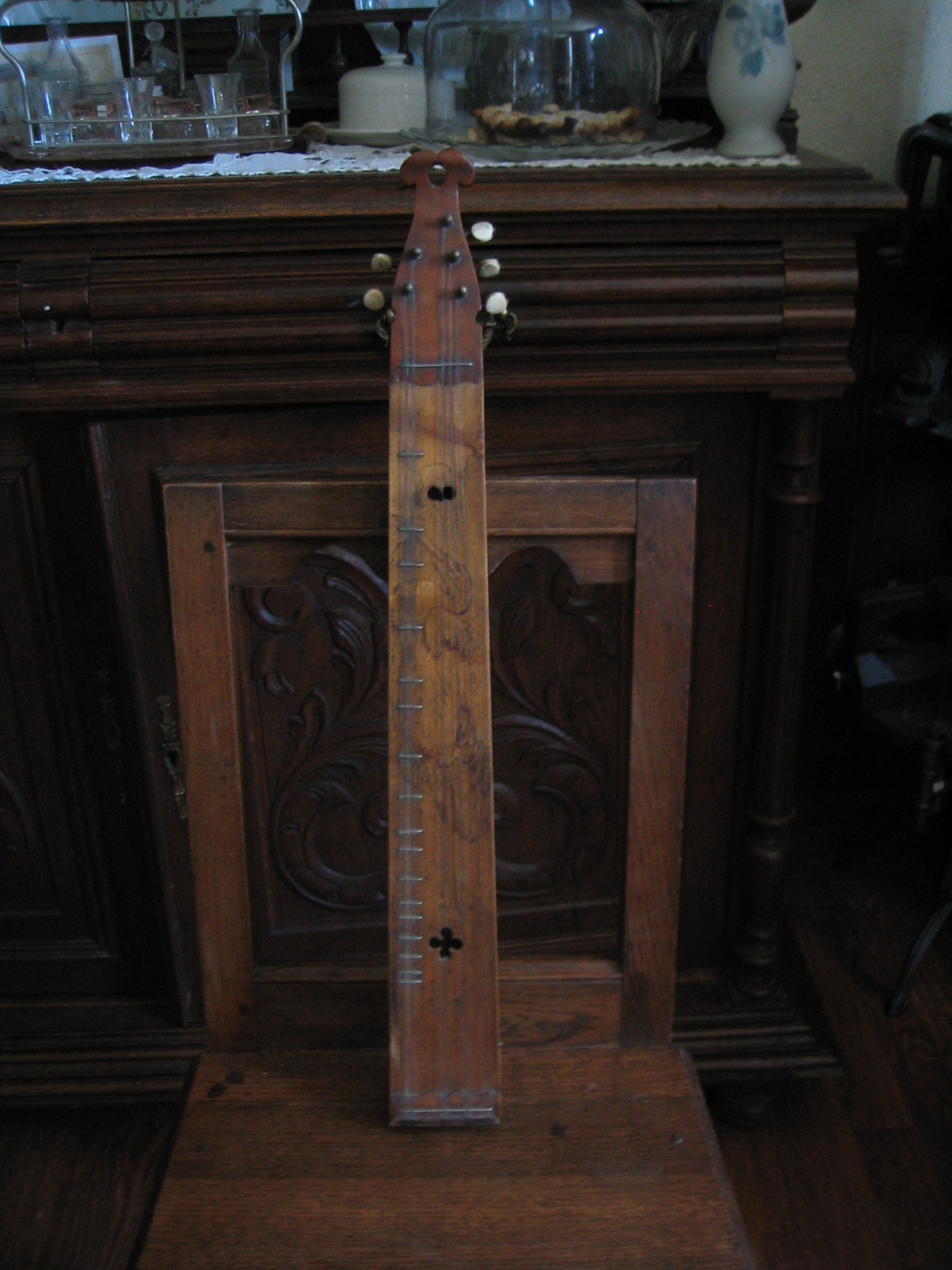
Un epinete de los Vosgos en el museo de Soyotte.

## Tipos de epinetes
Los instrumentos de esta familia antiguamente estaban muy difundidos por toda Europa, y en la actualidad se los encuentra en Noruega (el langeleik), Islandia (el langspil), Flandes (el Hummel), Hungría y Francia.  Un instrumento semejante, el dulcémele de los Apalaches, es utilizado en las zonas rurales montañosas del este de Estados Unidos.

### El epinete de Val-d'Ajol
Los registros más antiguos de este instrumento se remontan a 1730. La versión primitiva con cuatro cuerdas evolucionó hacia un modelo de cinco cuerdas. El epinete de Val-d'Ajol es de dimensiones pequeñas midiendo entre 50 y 60 cm, con forma de un paralelogramo con una base ancha. Originalmente tenía catorce trastes,  aumentando el número a diecisiete en el siglo XIX.  Utiliza un esquema diatónico, afinado en C mayor. Las cuerdas son pisadas con los dedos de la mano izquierda, o con un trozo pequeño de madera blanda. La mano derecha rasga las cuerdas con el dedo, una pluma de ganso o una uña.
El lutier más prolífico de epinetes fue Amé Lambert (1843–1908), quien llegó a fabricar unos 500 por año.

### El epinete de Gérardmer
Los registros más antiguos de este instrumento se remontan a 1723. Es un instrumento simple construido por lutieres, o por los propios músicos. El instrumento cayó en desuso, y se sabe poco del mismo hasta que fue resucitado luego de 1945.  
El epinete de los Vosgos del norte es grande, midiendo unos 80 cm. La cantidad de cuerdas es variable entre tres y ocho, con trastes diatónicos.

## Ejecutantes de epinete
- Jean-François Dutertre
- Jean-Loup Baly
- Christophe Toussaint
- Patrice Gilbert
- Jacques Leininger

## Constructores contemporáneos
- Christophe Toussaint, Dommartin-lès-Remiremont
- Jean-Claude Condi, Mirecourt

## Discografía
- Jean-François Dutertre La ronde des Milloraines
- Jean-François Dutertre Si l'amour prenait racine
- Jean-François Dutertre L'épinette des Vosges
- Christophe Toussaint Terra Incognita
- Association de l'épinette des Vosges, Plombières-les-Bains A la découverte de l'épinette des Vosges
- Association de l'épinette des Vosges, Plombières-les-Bains Trois dames à table